# 恩格索沃
48°17′59″N 39°36′46″E / 48.29972°N 39.61278°E
恩格索沃，乌克兰当局称布兰（羅馬化：Buran），法理上是烏克蘭東部盧甘斯克州卢甘斯克区的青年近衛軍城市鎮的鎮。該鎮始建於1923年，面積4平方公里，海拔高度166米，2011年人口1,023，人口密度每平方公里255.75人，距离克拉斯诺顿10公里。

## 历史
20世纪初，此地开始开采煤矿并建村；1938年升格为市级镇。该镇的名称“恩格索沃”是以马克思主义创始人恩格斯命名的。
2014年春季，卢甘斯克人民共和国实际占领该镇；2016年根据乌克兰去共产主义化，改名为“布兰”；但由于乌克兰未实际控制该镇，占领者仍以旧名称呼该镇。